# Austrian Open 1973
L'Austrian Open 1973 è stato un torneo di tennis giocato sulla terra rossa. È stata la 28ª edizione del torneo, che fa parte del Commercial Union Assurance Grand Prix 1973. Si è giocato a Kitzbühel in Austria dal 23 al 29 luglio 1973.

## Campioni

### Singolare maschile
Manuel Orantes e  Raúl Ramírez hanno condiviso il titolo

### Doppio maschile
Jim McManus /  Raúl Ramírez hanno battuto in finale  Jose Mandarino /  Tito Vázquez con il punteggio di 6–2, 6–2, 6–3